# ブライアン・マレット
ブライアン・ドリュー・マレット（Brian Drew Mallette , 1975年1月19日 - ）は、アメリカ合衆国ジョージア州ダブリン出身の元プロ野球選手（投手）。

## 来歴・人物
ケネソー州立大学卒業後、1997年のMLBドラフトでミルウォーキー・ブルワーズから27巡目で指名され入団した。2002年にメジャーデビューし5試合に登板したが防御率10.80と結果を残せなかった。同年に3Aではクローザーを務め、3勝2敗25セーブ、防御率2.78を記録。シーズンオフにロサンゼルス・ドジャースにトレードされた。
2003年4月に大阪近鉄バファローズが投手力強化のために獲得したが、右ひざ前十字靱帯損傷のためわずか4試合の登板にとどまりシーズン終了後に自由契約となった。この年の近鉄はジェレミー・パウエル、ケビン・バーン、ネリオ・ロドリゲス、そしてマレットと4人もの外国人投手が在籍していたため、成績が残せなかったマレットの出場機会は限られてしまった。
2004年にシンシナティ・レッズ、同年のシーズン終了後にピッツバーグ・パイレーツと契約したがメジャー昇格を果たすことはできず、2005年シーズン終了後にフリーエージェントとなった。

## 詳細情報

### 年度別投手成績
| 年 度    | 球 団    | 登 板 | 先 発 | 完 投 | 完 封 | 無 四 球 | 勝 利 | 敗 戦 | セ 丨 ブ | ホ 丨 ル ド | 勝 率 | 打 者 | 投 球 回 | 被 安 打 | 被 本 塁 打 | 与 四 球 | 敬 遠 | 与 死 球 | 奪 三 振 | 暴 投 | ボ 丨 ク | 失 点 | 自 責 点 | 防 御 率 | W H I P |
| -------- | -------- | ----- | ----- | ----- | ----- | -------- | ----- | ----- | -------- | ----------- | ----- | ----- | -------- | -------- | ----------- | -------- | ----- | -------- | -------- | ----- | -------- | ----- | -------- | -------- | ------- |
| 2002     | MIL      | 5     | 0     | 0     | 0     | 0        | 0     | 0     | 0        | 0           | ----  | 26    | 5.0      | 7        | 3           | 3        | 1     | 1        | 5        | 1     | 0        | 6     | 6        | 10.80    | 2.00    |
| 2003     | 近鉄     | 4     | 0     | 0     | 0     | 0        | 0     | 0     | 0        | --          | ----  | 27    | 5.0      | 11       | 1           | 1        | 0     | 0        | 1        | 0     | 1        | 8     | 8        | 14.40    | 2.40    |
| MLB：1年 | MLB：1年 | 5     | 0     | 0     | 0     | 0        | 0     | 0     | 0        | 0           | ----  | 26    | 5.0      | 7        | 3           | 3        | 1     | 1        | 5        | 1     | 0        | 6     | 6        | 10.80    | 2.00    |
| NPB：1年 | NPB：1年 | 4     | 0     | 0     | 0     | 0        | 0     | 0     | 0        | --          | ----  | 27    | 5.0      | 11       | 1           | 1        | 0     | 0        | 1        | 0     | 1        | 8     | 8        | 14.40    | 2.40    |

### 記録
NPB
- 初登板：2003年4月28日、対オリックス・ブルーウェーブ4回戦（Yahoo!BBスタジアム）、8回裏に3番手で救援登板・完了、1回無失点
- 初奪三振：2003年5月2日、対日本ハムファイターズ6回戦（大阪ドーム）、7回表に島田一輝から

### 背番号
- 59 （2002年）
- 42 （2003年）